# Apejron
Apejron (grč. τὸ ἄπειρον) je načelo kosmološko-ontološke teorije antičkog filozofa Anaksimandra iz 6. veka stare ere, čije je delo gotovo sasvim izgubljeno, osim nekoliko kratkih fragmenata.
Anaksimandar je verovao da je bitak, tj. prapočelo (grč. ἀρχή) sveta jedna neodređena i beskrajna masa (apejron), koja ne može niti ostariti niti propasti i koja predstavlja neiscrpno vrelo iz koga proizlaze sva bića i stvari koje opažamo.
Apejron nikada nije bio precizno definisan, a neki mislioci, na primer Aristotel i Avgustin, smatrali su ga nekom vrstom prvobitnog haosa. Apejron u sebi sadrži suprotnosti toplo–hladno i vlažno–suvo, te upravlja kretanjem svega, iz čega nastaju različiti oblici i razlike koje srećemo u svetu.
Iz te neodređene i beskonačne celine odvojila se jedna masa — naša Zemlja, valjkastog oblika, oko koje se na jednakoj udaljenosti nalaze vatrene kugle, koje su u početku bile prikačene za nju kao kora oko drveta, dok se najzad nisu odvojile u zasebna bića u obliku točkova ispunjenih vatrom. Čovek i sve životinje nastale su preobraženjima. Prema Anaksimandru, čovek je nastao od neke morske životinje, najverovatnije ribe.
Ali, kao što su iz onoga neodređenog i beskonačnog nastala sva izdvojena bića i stvari, tako se, „po nužnosti“ i „trpeći jedna od druge kaznu zbog svoje nepravednosti“, sva ta pojedinačna bića „po redu vremena“ moraju – zbog svog nepravednog čina izdvajanja i žudnje da opstanu kao izdvojena tela – vratiti u isto ono neodređeno i beskrajno iz koga su potekli (Phys. Opin. fr. 2). Tako svet i sva izdvojena bića gube svoju pojedinačnu egzistenciju i utapaju se u apejron. Vatreni točkovi koji se okreću oko Zemlje samo su privremeni bogovi našeg sveta.
Drugi presokratski filozofi drugačije su shvatali apejron. Za Pitagoru kosmos je počeo kao jedan apejron, ali je u nekom trenutku apsorbovao prazan prostor izvan sebe, puneći kosmos vazdušnim mehurima koji su podelili svet na mnoge različite delove. Za Anaksagoru prvobitni apejron počeo se ubrzano rotirati pod uticajem božanskog Uma (grč. νοῦς), a ogromna brzina te rotacije učinila je da se svet podeli na mnoge fragmente. Međutim, kako su sva pojedinačna bića potekla iz istog apejrona, sva bića moraju u sebi sadržavati deliće drugih bića: na primer, drvo takođe sadrži i sićušne delove riba, Meseca i peska. Jedino tako, smatra Anaksagora, može se objasniti mogućnost da se jedan predmet preobrati u drugi, jer, naime, svaka stvar u sebi već sadrži klicu svih drugih stvari.